# Antagonista competitivo

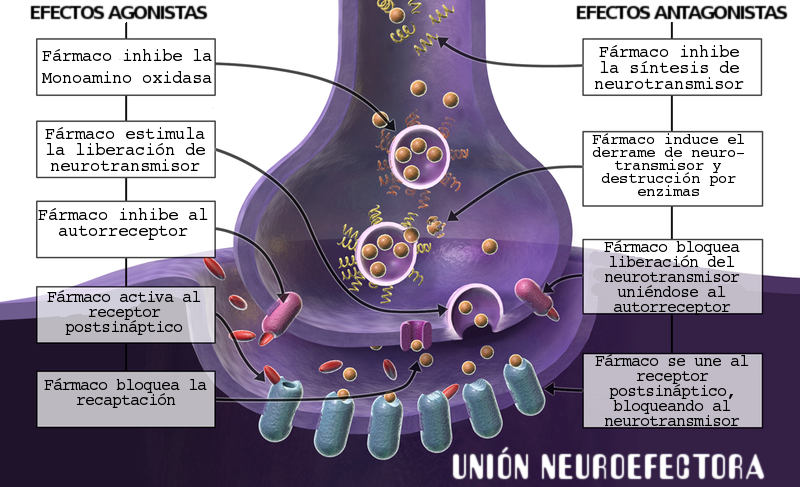
Ejemplo de agonismo y antagonismo

Un antagonista competitivo es en bioquímica y farmacología, un antagonista que se une a un receptor celular pero que no lo activa. El antagonista competirá contra cualquier agonista por los sitios de unión del receptor. Una cantidad suficiente de sustancia antagonista desplazará a la sustancia agonista de los sitios de unión, como resultado habrá una baja en la frecuencia de la activación del receptor.
La presencia de un antagonista competitivo hará variar hacia la derecha la curva dosis-respuesta. Un gráfico de Schild para un antagonista competitivo tendrá una curva igual a 1 y la intersección X-Y igualará a la constante de disociación del antagonista.
Un antagonista competitivo puede ser un antagonista competitivo reversible o un antagonista competitivo irreversible.